# Prima Divisione Emilia 1940-1941
Fu il massimo campionato italiano di calcio dilettantistico.

La Prima Divisione fu organizzata e gestita dai Direttori di Zona.

Le finali per la promozione in Serie C erano gestite dal Direttorio Divisioni Superiori che aveva sede a Roma.
Il Direttorio VII Zona gestiva, come da tredici anni, le squadre dell'Emilia e quelle della provincia di Mantova, ma non quelle della provincia di Piacenza.

## Girone A

### Squadre partecipanti
| Squadra                                    | Città (provincia)      | Stagione precedente |
| ------------------------------------------ | ---------------------- | ------------------- |
| A.S. Bagnacavallo                          | Bagnacavallo (RA)      |                     |
| A.C. Cesena                                | Cesena (FO)            |                     |
| Faenza Sportiva                            | Faenza (RA)            |                     |
| A.S. Forlì (B = riserve)                   | Forlì                  |                     |
| G.S. Imolese Francesco Zardi (B = riserve) | Imola (BO)             |                     |
| S.S. Panigale                              | Bologna-Borgo Panigale |                     |
| A.C. Ravenna (B = riserve)                 | Ravenna                |                     |
| Dop. Az. R. Vagnini                        | Riccione (FO)          |                     |
| Rimini Calcio (B = riserve)                | Rimini (FO)            |                     |

### Classifica finale
|  | Pos. | Squadra                            | Pt       | G  | V  | N  | P  | GF | GS | QR    |
|  | ---- | ---------------------------------- | -------- | -- | -- | -- | -- | -- | -- | ----- |
|  | 1.   | Cesena                             | 25       | 14 | 12 | 1  | 1  | 49 | 9  |       |
|  | 2.   | Panigale                           | 22       | 14 | 10 | 2  | 2  | 28 | 8  |       |
|  | 3.   | "Renato Vagnini" Riccione          | 17       | 14 | 8  | 1  | 5  | 31 | 28 |       |
|  | 4.   | Ravenna "B"                        | 14       | 14 | 5  | 4  | 5  | 23 | 25 |       |
|  | 5.   | Rimini "B"                         | 11       | 14 | 4  | 3  | 7  | 16 | 30 |       |
|  | 6.   | Faenza (-1)                        | 8        | 14 | 2  | 5  | 7  | 16 | 24 |       |
|  | 7.   | Forlì "B" (-1)                     | 7        | 14 | 3  | 2  | 9  | 18 | 38 |       |
|  | 8.   | Imolese "Francesco Zardi" "B" (-1) | 5        | 14 | 2  | 2  | 10 | 14 | 33 |       |
|  | --   | Bagnacavallo                       | Ritirata | -- | -- | -- | -- | -- | -- | ----- |

Legenda:
      Ammesso alle finali regionali.
      Retrocesso in Seconda Divisione.
Regolamento:
Due punti a vittoria, uno a pareggio, zero a sconfitta.
Quoziente reti in caso di pari punti, per qualsiasi posizione di classifica.
Note:
Bagnacavallo ritirato dopo la 5ª giornata di andata; tutti i risultati sono stati annullati.
Faenza, Forlì "B" e Imolese "Francesco Zardi" "B" penalizzati di 1 punto per rinuncia ad una gara.
Rimini "B", Imolese "Francesco Zardi" "B" e Bagnacavallo rinunciano alla Prima Divisione Regionale e restano inattivi.

## Girone B

### Squadre partecipanti
| Squadra                           | Città (provincia)  | Stagione precedente |
| --------------------------------- | ------------------ | ------------------- |
| S.S. Amatori Calcio (B = riserve) | Bologna            |                     |
| S.S. Casalmaggiore                | Casalmaggiore (CR) |                     |
| A.C. Correggio                    | Correggio (RE)     |                     |
| Modena Calcio (B = riserve)       | Modena             |                     |
| A.S. Parma (B = riserve)          | Parma              |                     |
| Pro Calcio                        | Guastalla (RE)     |                     |
| A.C. Reggiana (B = riserve)       | Reggio Emilia      |                     |
| Dop.Az. S.A.S.I.B.                | Bologna            |                     |

### Classifica finale
|  | Pos. | Squadra            | Pt       | G  | V  | N  | P  | GF | GS | QR    |
|  | ---- | ------------------ | -------- | -- | -- | -- | -- | -- | -- | ----- |
|  | ?.   | Correggio          | ??       | 12 | .  | .  | .  | .. | .. | ?,??? |
|  | 2.   | Dop.Az. S.A.S.I.B. | ??       | 12 | .  | .  | .  | .. | .. | ?,??? |
|  | 3.   | ???                | ??       | 12 | .  | .  | .  | .. | .. | ?,??? |
|  | 4.   | ???                | ??       | 12 | .  | .  | .  | .. | .. | ?,??? |
|  | 5.   | ???                | ??       | 12 | .  | .  | .  | .. | .. | ?,??? |
|  | 6.   | ???                | ??       | 12 | .  | .  | .  | .. | .. | ?,??? |
|  | --   | Modena "B"         | Ritirata | -- | -- | -- | -- | -- | -- | ----  |
|  | --   | Pro Calcio         | Ritirata | -- | -- | -- | -- | -- | -- | ----  |

Legenda:
      Ammesso alle finali regionali.
      Retrocesso in Seconda Divisione.
Regolamento:
Due punti a vittoria, uno a pareggio, zero a sconfitta.
Quoziente reti in caso di pari punti, per qualsiasi posizione di classifica.
Note:
Modena "B" e Pro Calcio ritirate dopo la fine del girone di andata, tutti i risultati dell'andata sono stati conteggiati alle squadre rimaste in classifica.

## Finali regionali
|  | Pos. | Squadra            | Pt | G | V | N | P | GF | GS | QR    |
|  | ---- | ------------------ | -- | - | - | - | - | -- | -- | ----- |
|  | 1.   | Dop.Az. S.A.S.I.B. | 9  | 6 | 3 | 3 | 0 | 10 | 3  |       |
|  | 2.   | Panigale           | 6  | 6 | 2 | 2 | 2 | 9  | 7  | 1,285 |
|  | 3.   | Cesena             | 6  | 6 | 2 | 2 | 2 | 5  | 10 | 0.500 |
|  | 4.   | Correggio          | 3  | 6 | 0 | 3 | 3 | 3  | 7  |       |

Legenda:
      Campione emiliano di 1ª Divisione.
      Successivamente ammesso in Serie C 1941-1942.
Regolamento:
Due punti a vittoria, uno a pareggio, zero a sconfitta.
Quoziente reti in caso di pari punti, per qualsiasi posizione di classifica.

## Verdetti finali
- Dop.Az. S.A.S.I.B. campione emiliano di Prima Divisione 1940-1941. Successivamente non regolarizza l'iscrizione in Serie C.[1].
- Panigale e Cesena ammessi in Serie C a completamento degli organici.[1].